# Степан Зорян
Степан Єгиявич Зорян (вірм. Ստեփան Եղիայի Զորյան; справжнє прізвище — Аракелян, вірм. Առաքելյան; 15 вересня 1889, Каракліс, Російська імперія — 14 жовтня 1967, Єреван, Вірменська РСР) — вірменський письменник радянської доби, академік АН Вірменії (1965). Депутат Верховної Ради СРСР 4—5-го і 7-го скликань.

## Біографія

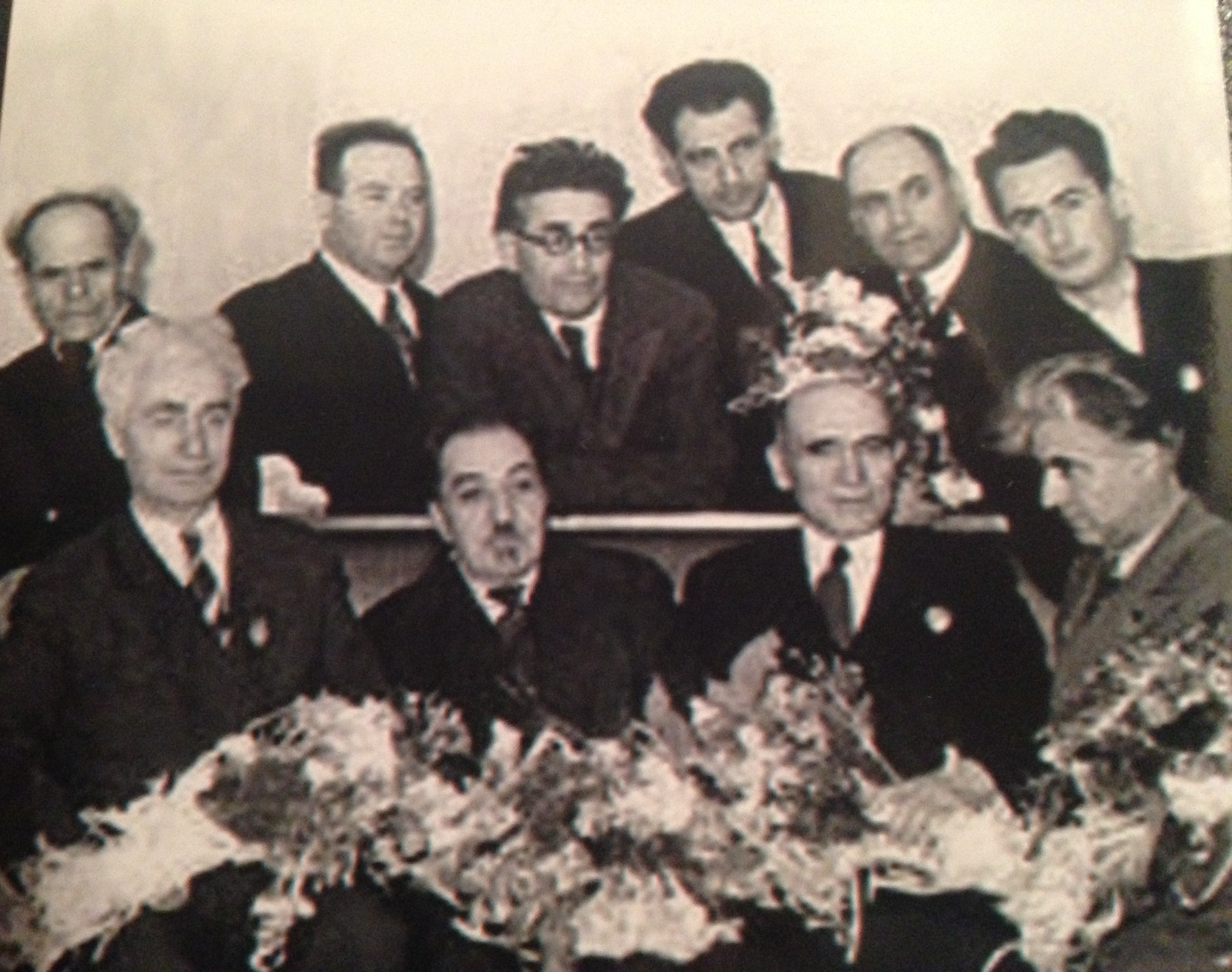
Вірменські письменники, 1947 рік. Зорян стоїть, третій ліворуч.

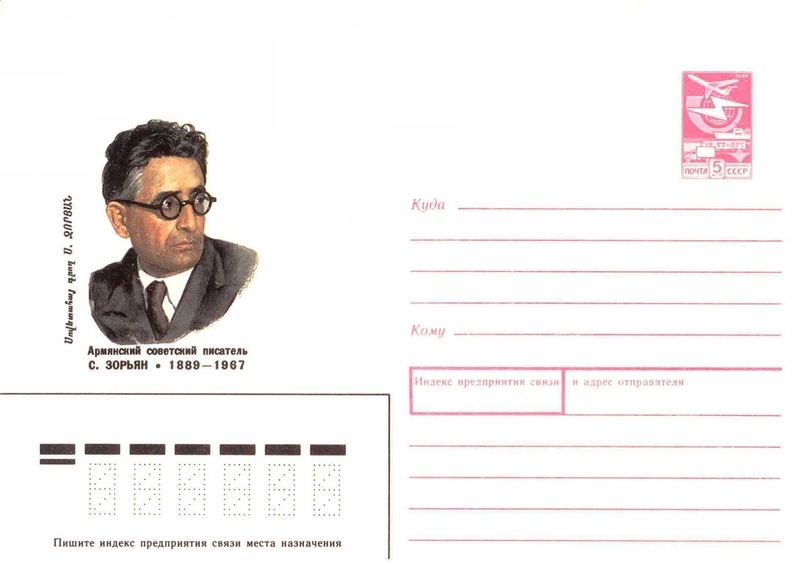
Поштова листівка з портретом Степана Зоряна

Степан Зорян народився 15 вересня 1889 року в селянській сім'ї в селі Каракліс (нині — місто Ванадзор, Вірменія). Навчався в російськомовній школі, в 1906 році переїхав у пошуках роботи в Тифліс. Там працював спочатку коректором у друкарні, потім перекладачем у редакції вірменської газети «Սուրհանդակ», у 1912—1919 роках — як перекладач у газеті «Մշակի». 1919 року ненадовго повернувся додому, потім переїхав до Єревану. З 1922 по 1925 рік працював у Народному комісаріаті просвіти СРСР, 1929 року був обраний членом ЦК, залишаючись у його складі до 1937 року. З 1950 до 1954 року був секретарем Спілки письменників Вірменської РСР. У 1953 та 1957 році обирався до складу Верховної ради СРСР.

## Нагороди
- Орден Леніна — 27 червня 1956;
- Орден Трудового Червоного Прапора — 7 січня 1936;
- Орден «Знак Пошани» — 31 січня 1939;
- Медаль «За трудову доблесть» — 26 вересня.

## Пам'ять
- 1972 року в рідному селі Зоряна було відкрито будинок-музей письменника.
- Іменем Зоряна названо вулицю в Єревані.